# Eu, Tonya
I, Tonya (bra/prt: Eu, Tonya) é um filme biográfico estadunidense de 2017, dirigido por Craig Gillespie e escrito por Steven Rogers. O enredo gira em torno da vida da patinadora artística Tonya Harding e a sua ligação ao ataque à sua rival Nancy Kerrigan ocorrido em 1994. O filme afirma que é baseado em entrevistas "contraditórias" e "verdadeiras" com Tonya Harding e seu ex-marido, Jeff Gillooly, sugerindo que eles são narradores não confiáveis. Ele apresenta entrevistas com os personagens em estilo mocumentário, ambientados nos dias modernos, e quebra a quarta parede. Margot Robbie (que também produziu) estrela como Harding, Sebastian Stan interpreta Gillooly, e Allison Janney, a mãe de Harding, LaVona Golden; Julianne Nicholson, Caitlin Carver, Paul Walter Hauser e Bobby Cannavale estrelam nos papéis coadjuvantes.
I, Tonya estreou no Toronto International Film Festival em 8 de setembro de 2017, e foi lançado nos Estados Unidos em 8 de dezembro, arrecadando 53 milhões de dólares em todo o mundo, ante um orçamento de onze milhões. O filme foi aclamado pela crítica, com elogios direcionados aos desempenhos de Robbie, Janney e Stan, e ganhou vários prêmios e indicações após o seu lançamento. Ao Globo de Ouro, recebeu indicações para Melhor Filme de Comédia ou Musical, Melhor Atriz em Comédia ou Musical (Robbie) e ganhou Melhor Atriz Coadjuvante (Janney). No 24.º Screen Actors Guild, ganhou Melhor Atriz Coadjuvante e foi indicado para Melhor Atriz Principal. No Oscar 2017, Janney ganhou o prêmio de Melhor Atriz Coadjuvante, ao passo que o filme também recebeu indicações a Melhor Atriz (Robbie) e Melhor Edição.

## Enredo
Na década de 1970, Portland, Oregon, Tonya Harding, de quatro anos, é forçada a patinar no gelo por sua mãe abusiva, LaVona Golden. Enquanto Tonya cresce, seus pais a tiram da escola para se concentrar em sua carreira de patinação, e ela treina com a treinadora Diane Rawlinson. Tonya rapidamente se torna uma das melhores patinadoras nos Estados Unidos, mas é retida por sua reputação de "lixo branco", roupas caseiras e escolha não convencional de música performática. Aos 15 anos, ela começa a namorar Jeff Gillooly, de 18 anos, e os dois se casam, mas Jeff se torna violento. Quando LaVona despreza Tonya por suportá-lo, Tonya culpa LaVona por ela tê-la criado mal.
Depois de uma disputa com Diane, Tonya a demite e contrata Dody Teachman como seu treinador. Tonya torna-se a primeira patinadora artística feminina a completar dois triplicados Saltos Axel na competição. Nas Jogos Olímpicos de Inverno de 1992, Tonya não consegue aterrissar e termina em quarto. Derrotada, ela se muda novamente com Jeff e aceita um emprego como garçonete, mas Diane a convence a treinar para os Jogos Olímpicos de Inverno de 1994. No dia de sua competição de novembro de 1993 no Campeonato Regional do Noroeste do Pacífico, em Portland, Tonya recebe uma ameaça de morte e opta por não competir. Em retaliação, Jeff instrui seu amigo Shawn Eckardt (que diz ser o "guarda-costas" de Tonya) a enviar ameaças de morte à rival de Tonya, Nancy Kerrigan. Tonya faz um telefonema tentando localizar a arena de treinamento de Nancy Kerrigan e seus tempos de prática. Eckardt contrata dois bandidos ineptos para atacar Kerrigan depois de uma sessão de treinos em Detroit. Em 6 de janeiro de 1994, os capangas de Eckardt atacam o joelho de Kerrigan; ela não pode competir na competição nacional do dia seguinte. Os capangas contratados são presos.
Eckardt está se gabando até o FBI vir atrás dele. Ele aponta o dedo para Jeff, que fica horrorizado ao saber que Eckardt deu ordens além de enviar as cartas. Tonya se classifica para a equipe olímpica e, por sua vez, fica horrorizada com Jeff, percebendo que ela será considerada culpada por associação. Ela vai ao FBI e diz a eles o que Jeff e Eckardt fizeram, mas mostram a transcrição da entrevista para Jeff depois de sua prisão, e ele corre para casa para confrontá-la. Ela fala brevemente com Jeff, então sobe pela janela, deixando-o para sempre. Jeff implica Tonya, dizendo que ela sabia sobre o ataque.
LaVona visita Tonya e oferece suas amáveis palavras; no entanto, quando LaVona pergunta se Tonya sabia alguma coisa sobre o crime, Tonya enfia a mão no bolso da jaqueta de LaVona e encontra um gravador e joga a mãe para fora de casa. Jeff, Eckardt e os capangas são acusados, com a audiência de Tonya adiada até depois das Olimpíadas. Tonya termina em oitavo e Nancy Kerrigan conquista a medalha de prata. Tonya evita a prisão, mas é banida da patinação artística competitiva por toda a vida. Desolada, ela pede ao juiz que lhe dê tempo de prisão, mas não para tirar a única coisa que sabe fazer; o juiz se recusa e diz a ela que sua decisão é tomada. Jeff reconhece com sincero pesar que ele arruinou a carreira de Tonya. Ele muda de nome, se casa novamente, abre um salão de cabeleireiro, se divorcia; ele atualmente mora perto de Tonya, apesar de não ter contato com ela, com sua terceira esposa e dois filhos. LaVona se muda para o estado de Washington e não tem contato com Tonya. Tonya se casa de novo, divórcio, faz boxe profissional, torna-se paisagista, pintora de casas e construtora de decks. Ela vive feliz com seu filho de sete anos e terceiro marido.[carece de fontes?]

## Elenco
- Margot Robbie como Tonya Harding
  - Mckenna Grace como jovem Tonya Harding
  - Maizie Smith como Tonya Harding (com 4 anos)
- Sebastian Stan como Jeff Gillooly, amante e amigo de Harding, mais tarde marido
- Allison Janney como LaVona Golden, mãe de Harding
- Julianne Nicholson como Diane Rawlinson, a treinadora de Harding e a esposa de Bob
- Caitlin Carver como Nancy Kerrigan, rival de Harding e companheira de equipe olímpico, e vítima do ataque de 1994
- Bojana Novakovic como Dody Teachman, outro dos treinadores de Harding
- Paul Walter Hauser como Shawn Eckardt, guarda-costas e amigo de Gillooly
- Bobby Cannavale como Martin Maddox, um ex-repórter
- Dan Triandiflou como Bob Rawlinson, o marido de Diane e o advogado de Tonya
- Ricky Russert como Shane Stant, contratado por Jeff e Shawn para atacar Nancy
- Anthony Reynolds como Derrick Smith,  tio de Stant, amigo anterior de Eckardt, primeiro contratado por Jeff e Shawn para atacar Nancy antes de recrutar o próprio Shane para feri-la.

### Dublagem brasileira
- Cecilia Lemes[15]
- Felipe Grinnan[15]
- Flávia Saddy[15]
- Marli Bortoletto[15]
- Ramon Campos[15]

## Produção
Roteirista Steven Rogers foi inspirado para escrever o filme depois de assistir a um documentário sobre patinação no gelo, que mencionou Tonya Harding. Rogers organizou entrevistas separadas com Harding e seu ex-marido Jeff Gillooly. Eles se lembraram dos acontecimentos do escândalo de 1994 de maneira muito diferente. Rogers decidiu: "Bem, essa é a minha maneira de colocar o ponto de vista de todos por aí e deixar a audiência decidir". Mais tarde, ele disse que o filme era realmente sobre "coisas que nos dizemos para...viver com nós mesmos...como mudamos a narrativa, e depois queremos que seja a narrativa".
Em relação a Gillooly, Rogers declarou: "O que é curioso sobre Jeff é que ele se recusou a aceitar qualquer dinheiro pelos direitos da personalidade, por sua entrevista, por qualquer coisa." Ele se lembrou de Jeff Gillooly dizendo que Harding era uma grande patinadora. De acordo com Rogers, Gillooly também disse que era sua própria ideia ameaçar a capacidade de Nancy Kerrigan de se apresentar e assumiu a responsabilidade por sua participação na ruína de Harding em 1994: "ele não quer lucrar com isso".
Margot Robbie, que interpretou Harding e co-produziu o filme, não percebeu que o roteiro era baseado em um evento real até que ela terminasse de lê-lo. Imediatamente antes das filmagens, Robbie voou de Los Angeles para Portland, Oregon, para se encontrar com Harding. Para se preparar para as cenas de patinação, Robbie treinou por quatro meses. Embora as execuções mais difíceis tenham ficado a cargo de uma dublê). Mas, sobretudo, estudou obsessivamente os muitos vídeos da esportista disponíveis nas redes sociais para copiar seu caráter físico. Para não danificar seus cabelos, Margot Robbie usou perucas para interpretar Tonya Harding. Mas a equipe precisou usar cerveja para conseguir a textura de cabelo desejada, já que todos os cosméticos disponíveis não ajudaram muito. A cena em que Tonya realiza um Salto Axel foi feito com a ajuda de efeitos visuais e imagens de computação gráfica. Heidi Munger e Anna Malkova serviram como duplas de patinação e Sarah Kawahara foi treinadora e coreógrafa.
Rogers escreveu o papel da mãe de Tonya, LaVona, para Allison Janney; ela era uma amiga de longa data de Rogers, mas as "estrelas não se alinharam" para que trabalhassem juntas até completar o roteiro para eu, Tonya. Janney disse que o papel foi um dos mais desafiadores de sua carreira. Logo após o filme estreou no Festival Internacional de Cinema de Toronto, ela disse: "Eu acho que LaVona era realmente uma mulher muito inteligente, muito articulada....Ela não estava brincando e não queria [Tonya] distraída....Ela queria que [Tonya] soubesse que seria um trabalho árduo, e saber que a filha precisava ser informada de que não poderia fazê-lo e fazendo isso era a maneira de LaVona dizer: 'Eu estava lá para inspirá-la'.
O diretor Craig Gillespie estava interessado no projeto porque "percebi que era uma ótima oportunidade para revisitar a história e fazer um comentário sobre como a mídia trata as pessoas". Ele acrescentou que "eu não me sinto bem em ter que arrastar o nome de Nancy de volta para isso". Gillespie disse que tentou, no filme, apresentar Harding "de uma maneira muito honesta" sem "tentar puxar essas cordas do coração...apenas mostrando por que ela é do jeito que é."
A filmagem principal começou no final de janeiro de 2017 em Macon, Geórgia, onde Macon Coliseum foi usado como cenário. Ao longo das filmagens, Robbie sofreu uma hérnia de disco no pescoço e fez exames de rotina para garantir que era seguro continuar a filmar cenas de patinação. As filmagens ocorreram no final de fevereiro daquele ano, com pequenas refilmagens em Atlanta em 16 de maio.

## Precisão histórica
De acordo com J.E. Vader, repórter que cobriu o escândalo que deu origem ao filme, o longa seria completamente fantasioso. Para Vader, tudo o que é apresentado por I, Tonya a partir do acidente seria um "sonho da patinadora que se tornou realidade": "Quando se trata do 'establishment' da patinação artística e do ataque à Kerrigan, o filme descamba para a fantasia. Duas cenas ficcionais onde Tonya confronta juízes esnobes são completamente inacreditáveis [...] e o filme afirma que Harding e Jeff Gillooly não sabiam sobre o ataque planejado além do fato de que poderiam haver cartas ameaçadoras envolvidas. Toda a culpa é colocada no desafortunado 'guarda-costas' Shawn Eckhardt, que, na vida real, está morto, convenientemente". "Na realidade", prossegue Vader, "naquele duro janeiro de 1994, Jeff Gillooly disse ao FBI que o planejamento do ataque incluiu discussões sobre matar Kerrigan ou cortar seu tendão de aquiles, antes da decisão sobre quebrar a perna na qual aterrissava e deixá-la machucada em um quarto de hotel com uma fita tapando sua boca fosse tomada — e que Tonya Harding estava a par dos planos e que ficou impaciente ao saber que Kerrigan não ficou contundida imediatamente". Vader também critica o fato de I, Tonya transformar Kerrigan em um "alívio cômico" e a personalidade cool de Harding no filme, sempre apresentada fumando cigarros, seja em cenas ou no material de divulgação do longa - a ex-patinadora, entretanto, sofre de asma na vida real. Contudo, na visão do jornalista, o desfecho seria uma das partes mais problemáticas: "A estrela e produtora Margot Robbie entrega uma performance emocionante quando Tonya é sentenciada por seu papel no ataque, implorando para não ser banida do esporte e aparentando surpresa quando o juiz menciona isso. Na verdade, Harding nunca fez esse discurso. Os advogados dela orquestraram um ótimo acordo — Harding se declarou culpada do crime, mas não cumpriu pena. Meses depois, ela foi banida da associação de patinação de participar de eventos oficiais quando foi comprovado que haviam amplas evidências de que ela ajudou a planejar o brutal ataque à sua rival". Vader finaliza o texto para o jornal The Oregonian de maneira irônica: "Oh, mas direi que os figurinos de Eu, Tonya são perfeitos. Muito bem feitos aqueles figurinos".
O filme mostra que Tonya era considerada pouco elegante, com suas roupas feitas em casa e comportamento grosseiro. Ao receber as notas de uma performance, Tonya confronta os juízes, que deixam claro que suas maneiras são o problema, Steven Rogers, o roteirista do filme, admitiu que a cena do confronto com os juízes era falsa, “Ela queria ter dito aquilo, mas não disse! Achei importante para frisar que os juízes não davam as notas que ela merecia. Só tornei mais engraçado e dramático porque é meu trabalho!”, disse o roteirista.
A cena em que LaVona usou um gravador para obter confissões de Tonya aconteceram, na verdade, no ringue de patinação de acordo com a própria Tonya disse ao roteirista Rogers, “Tonya disse que aconteceu, mas no ringue. Como não tínhamos dinheiro para filmar no ringue, com figurantes e tudo, fizemos a cena no apartamento. No fim achei que funcionou mais porque ficou mais íntimo”.

## Recepção

### Crítica
No agregador de resenhas Rotten Tomatoes, o filme recebeu um "Certificado de Fresco" e marcou uma pontuação de 89% com base em comentários de 353 críticos, e registra uma nota 7.7 de 10. De acordo com o site, o consenso crítico do filme diz: "Liderado pelo forte trabalho de Margot Robbie e Alison Janney, I, Tonya encontra o humor em sua história baseada em fato sem perder de vista seus elementos mais trágicos — e emocionalmente ressonantes". No Metacritic, que atribui uma média aritmética ponderada com base em 100 comentários de críticos mainstream, o filme recebeu uma pontuação média de 77 pontos com base em 47 comentários, indicando "avaliações geralmente favoráveis".
Christy Lemire, do RogerEbert.com, descreveu a película como "uma mistura irresistível e cintilante de inveja, competição e luta de classes, fortalecida por poderosas atuações e uma repercussão emocional inesperada". Ela também elogiou Gillespie por "o que parece ser um ato impossível: ele fez um filme carinhosamente zombeteiro — do esporte teatral, dos idiotas que cercaram Harding, desse momento hediondo da moda e da cultura pop — sem realmente zombar da própria Harding". Em sua resenha à revista Rolling Stone, Peter Travers escreveu que a obra "espelha para os americanos conscientes o que a maioria de nós tende a ignorar ou dispensar — e nos faz ver a nós mesmos refletidos também. I, Tonya é muito engraçado, mas a dor é tão real. Você vai rir até doer." Para o site "Vulture", Angelica Jade Bastién elogiou o desempenho de Robbie, sentindo que ela havia encontrado um novo [trabalho de] "peso".
Em janeiro de 2018, Dan Shaughnessy, colunista do The Boston Globe, perguntou a Nancy Kerrigan em uma entrevista por telefone se ela tinha visto o filme - ela não o viu. Quando Shaughnessy postulou que Kerrigan já foi "uma vítima da vida disfuncional de Harding", ela concordou, mas enfatizou que estava ocupada em viver sua própria vida. Shaughnessy também pediu a Kerrigan para comentar se ela estava "incomodada com o retrato de Hollywood de Tonya"; ela respondeu que a questão não era mais seu negócio. Nancy Kerrigan disse que seu único "papel" no escândalo de 1994 estava se recuperando de um ataque, "É isso", ela terminou. Ela continuou, durante a entrevista, para falar sobre como ela se lembrava do escândalo como "Uma coisa bizarra. A coisa toda era louca, sendo que é uma história. Quero dizer, vamos lá."

### Prêmios e indicações
I, Tonya, juntou três indicações ao Independent Spirit Awards, e uma indicação ao Producers Guild of America Award. Na 71ª edição do British Academy Film Awards, o filme ganhou cinco indicações, incluindo melhor atriz melhor roteiro original para Rogers e ganhando Melhor atriz coadjuvante para Janney. O filme também recebeu cinco 23.º Critics' Choice Movie Awards, com Robbie ganhando o prêmio de melhor atriz em comédia e Janney para melhor atriz coadjuvante. Rogers ganhou uma nomeação para melhor roteiro original do Writers Guild of America. Tatiana S. Riegel ganhou o American Cinema Editors Award de melhor filme editado (comédia ou musical). No Oscar 2018, Janney ganhou o prêmio de Melhor Atriz Coadjuvante, enquanto o filme também recebeu indicações de Melhor Atriz para Robbie e Melhor Edição.